# Municipio de Meramec (condado de Crawford)
El municipio de Meramec (en inglés: Meramec Township) es un municipio ubicado en el condado de Crawford en el estado estadounidense de Misuri. En el año 2010 tenía una población de 3924 habitantes y una densidad poblacional de 18,56 personas por km².

## Geografía
El municipio de Meramec se encuentra ubicado en las coordenadas 37°58′30″N 91°23′29″O / 37.97500, -91.39139. Según la Oficina del Censo de los Estados Unidos, el municipio tiene una superficie total de 211.43 km², de la cual 211.33 km² corresponden a tierra firme y (0.05%) 0.1 km² es agua.

## Demografía
Según el censo de 2010, había 3924 personas residiendo en el municipio de Meramec. La densidad de población era de 18,56 hab./km². De los 3924 habitantes, el municipio de Meramec estaba compuesto por el 96.79% blancos, el 0.56% eran afroamericanos, el 0.59% eran amerindios, el 0.25% eran asiáticos, el 0.1% eran isleños del Pacífico, el 0.66% eran de otras razas y el 1.04% pertenecían a dos o más razas. Del total de la población el 1.4% eran hispanos o latinos de cualquier raza.